# Anetia
Anetia es un género de lepidópteros perteneciente a la familia Nymphalidae. Es originario de Centroamérica.

## Especies
- Anetia briarea
- Anetia cubana
- Anetia jaegeri
- Anetia pantheratus
- Anetia thirza (Geyer, [1833])